# Dik-dik-de-günther
O dik-dik-de-günther (Madoqua guentheri) é uma espécie de pequenos antílopes encontrada em regiões áridas do Leste da África.